# Золотой глобус (премия, 2006)
63-я церемония вручения наград премии «Золотой глобус»

16 января 2006
Лучший фильм (драма): 

«Горбатая гора»
Лучший фильм (комедия или мюзикл): 

«Переступить черту»
Лучший драматический сериал: 

«Остаться в живых»
Лучший сериал (комедия или мюзикл): 

«Отчаянные домохозяйки»
Лучший мини-сериал или фильм на ТВ: 

«Эмпайр Фоллз»
< 62-я Церемонии вручения 64-я >
63-я церемония вручения наград премии «Золотой глобус» за заслуги в области кинематографа за 2005 год состоялась 16 января 2006 года в Лос-Анджелесе.

## Победители и номинанты

### Игровое кино
- 4 награды: «Горбатая гора»
- 3 награды: «Переступить черту»
- 1 награда: «Преданный садовник», «Мемуары гейши», «Трансамерика», «Сириана», «Капоте», «Рай сегодня»

| Победители выделены отдельным цветом. |

Здесь приведён полный список номинантов.
| Категории                                | Фотографии лауреатов                                              | Победители и номинанты                                |
| ---------------------------------------- | ----------------------------------------------------------------- | ----------------------------------------------------- |
| Лучший фильм (драма)                     |                                                                   | • «Горбатая гора»                                     |
| Лучший фильм (драма)                     | • «Преданный садовник»                                            |                                                       |
| Лучший фильм (драма)                     | • «Доброй ночи и удачи»                                           |                                                       |
| Лучший фильм (драма)                     | • «Оправданная жестокость»                                        |                                                       |
| Лучший фильм (драма)                     | • «Матч Пойнт»                                                    |                                                       |
| Лучший фильм (комедия или мюзикл)        |                                                                   | • «Переступить черту»                                 |
| Лучший фильм (комедия или мюзикл)        | • «Миссис Хендерсон представляет»                                 |                                                       |
| Лучший фильм (комедия или мюзикл)        | • «Гордость и предубеждение»                                      |                                                       |
| Лучший фильм (комедия или мюзикл)        | • «Продюсеры»                                                     |                                                       |
| Лучший фильм (комедия или мюзикл)        | • «Кальмар и кит»                                                 |                                                       |
| Лучший режиссёр                          |                                                                   | • Энг Ли — «Горбатая гора»                            |
| Лучший режиссёр                          | • Фернанду Мейреллиш — «Преданный садовник»                       |                                                       |
| Лучший режиссёр                          | • Джордж Клуни — «Доброй ночи и удачи»                            |                                                       |
| Лучший режиссёр                          | • Питер Джексон — «Кинг-Конг»                                     |                                                       |
| Лучший режиссёр                          | • Вуди Аллен — «Матч Пойнт»                                       |                                                       |
| Лучший режиссёр                          | • Стивен Спилберг — «Мюнхен: Возмездие»                           |                                                       |
| Лучшая мужская роль (драма)              |                                                                   | • Филип Сеймур Хоффман — «Капоте»                     |
| Лучшая мужская роль (драма)              | • Рассел Кроу — «Нокдаун»                                         |                                                       |
| Лучшая мужская роль (драма)              | • Терренс Ховард — «Суета и движение»                             |                                                       |
| Лучшая мужская роль (драма)              | • Хит Леджер — «Горбатая гора»                                    |                                                       |
| Лучшая мужская роль (драма)              | • Дэвид Стрэтэйрн — «Доброй ночи и удачи»                         |                                                       |
| Лучшая женская роль (драма)              |                                                                   | • Фелисити Хаффман — «Трансамерика»                   |
| Лучшая женская роль (драма)              | • Шарлиз Терон — «Северная страна»                                |                                                       |
| Лучшая женская роль (драма)              | • Мария Белло — «Оправданная жестокость»                          |                                                       |
| Лучшая женская роль (драма)              | • Гвинет Пэлтроу — «Доказательство»                               |                                                       |
| Лучшая женская роль (драма)              | • Чжан Цзыи — «Мемуары гейши»                                     |                                                       |
| Лучшая мужская роль (комедия или мюзикл) |                                                                   | • Хоакин Феникс — «Переступить черту»                 |
| Лучшая мужская роль (комедия или мюзикл) | • Пирс Броснан — «Матадор»                                        |                                                       |
| Лучшая мужская роль (комедия или мюзикл) | • Джефф Дэниэлс — «Кальмар и кит»                                 |                                                       |
| Лучшая мужская роль (комедия или мюзикл) | • Джонни Депп — «Чарли и шоколадная фабрика»                      |                                                       |
| Лучшая мужская роль (комедия или мюзикл) | • Нейтан Лейн — «Продюсеры»                                       |                                                       |
| Лучшая мужская роль (комедия или мюзикл) | • Киллиан Мерфи — «Завтрак на Плутоне»                            |                                                       |
| Лучшая женская роль (комедия или мюзикл) |                                                                   | • Риз Уизерспун — «Переступить черту»                 |
| Лучшая женская роль (комедия или мюзикл) | • Сара Джессика Паркер — «Привет семье!»                          |                                                       |
| Лучшая женская роль (комедия или мюзикл) | • Джуди Денч — «Миссис Хендерсон представляет»                    |                                                       |
| Лучшая женская роль (комедия или мюзикл) | • Кира Найтли — «Гордость и предубеждение»                        |                                                       |
| Лучшая женская роль (комедия или мюзикл) | • Лора Линни — «Кальмар и кит»                                    |                                                       |
| Лучшая мужская роль второго плана        |                                                                   | • Джордж Клуни — «Сириана»                            |
| Лучшая мужская роль второго плана        | • Пол Джаматти — «Нокдаун»                                        |                                                       |
| Лучшая мужская роль второго плана        | • Мэтт Диллон — «Столкновение»                                    |                                                       |
| Лучшая мужская роль второго плана        | • Уилл Феррелл — «Продюсеры»                                      |                                                       |
| Лучшая мужская роль второго плана        | • Боб Хоскинс — «Миссис Хендерсон представляет»                   |                                                       |
| Лучшая женская роль второго плана        |                                                                   | • Рэйчел Вайс — «Преданный садовник»                  |
| Лучшая женская роль второго плана        | • Мишель Уильямс — «Горбатая гора»                                |                                                       |
| Лучшая женская роль второго плана        | • Ширли Маклейн — «Подальше от тебя»                              |                                                       |
| Лучшая женская роль второго плана        | • Скарлетт Йоханссон — «Матч Пойнт»                               |                                                       |
| Лучшая женская роль второго плана        | • Фрэнсис Макдорманд — «Северная страна»                          |                                                       |
| Лучший сценарий                          |                                                                   | • Дайана Оссана, Ларри Макмертри — «Горбатая гора»    |
| Лучший сценарий                          | • Пол Хаггис — «Столкновение»                                     |                                                       |
| Лучший сценарий                          | • Грант Хеслов и Джордж Клуни — «Доброй ночи и удачи»             |                                                       |
| Лучший сценарий                          | • Вуди Аллен — «Матч Пойнт»                                       |                                                       |
| Лучший сценарий                          | • Эрик Рот, Тони Кушнер — «Мюнхен: Возмездие»                     |                                                       |
| Лучшая музыка к фильму                   |                                                                   | • Джон Уильямс — «Мемуары Гейши»                      |
| Лучшая музыка к фильму                   | • Густаво Сантаолалья — «Горбатая гора»                           |                                                       |
| Лучшая музыка к фильму                   | • Эми Ли, … — «Хроники Нарнии: Лев, колдунья и волшебный шкаф»    |                                                       |
| Лучшая музыка к фильму                   | • Джеймс Ньютон Ховард — «Кинг-Конг»                              |                                                       |
| Лучшая музыка к фильму                   | • Александр Деспла — «Сириана»                                    |                                                       |
| Лучшая песня                             |                                                                   | • «A Love That Will Never Grow Old» — «Горбатая гора» |
| Лучшая песня                             | • «Christmas in Love» — «Любовь на Рождество»                     |                                                       |
| Лучшая песня                             | • «Wunderkind» — «Хроники Нарнии: Лев, колдунья и волшебный шкаф» |                                                       |
| Лучшая песня                             | • «There’s Nothing Like a Show on Broadway» — «Продюсеры»         |                                                       |
| Лучшая песня                             | • «Travelin’ Thru» — «Трансамерика»                               |                                                       |
| Лучший фильм на иностранном языке        |                                                                   | Израиль «Рай сегодня»                                 |
| Лучший фильм на иностранном языке        | Китай «Разборки в стиле кунг-фу»                                  |                                                       |
| Лучший фильм на иностранном языке        | Франция «Счастливого Рождества»                                   |                                                       |
| Лучший фильм на иностранном языке        | Китай «Клятва»                                                    |                                                       |
| Лучший фильм на иностранном языке        | ЮАР «Цоци»                                                        |                                                       |

### Телевизионные фильмы и сериалы
- 2 награды: «Эмпайр Фоллз»
- 1 наградa: «Остаться в живых», «Отчаянные домохозяйки», «Доктор Хаус», «Женщина-президент», «Офис», 
«Дурман», «Анатомия страсти», «Элвис. Ранние годы», «Лакаванна Блюз»

| Победители выделены отдельным цветом. |

| Категории                                                                 | Фотографии лауреатов                         | Победители и номинанты                       |
| ------------------------------------------------------------------------- | -------------------------------------------- | -------------------------------------------- |
| Лучший телевизионный сериал (драма)                                       |                                              | • «Остаться в живых»                         |
| Лучший телевизионный сериал (драма)                                       | • «Женщина-президент»                        |                                              |
| Лучший телевизионный сериал (драма)                                       | • «Анатомия страсти»                         |                                              |
| Лучший телевизионный сериал (драма)                                       | • «Побег»                                    |                                              |
| Лучший телевизионный сериал (драма)                                       | • «Рим»                                      |                                              |
| Лучший телевизионный сериал (комедия или мюзикл)                          |                                              | • «Отчаянные домохозяйки»                    |
| Лучший телевизионный сериал (комедия или мюзикл)                          | • «Умерь свой энтузиазм»                     |                                              |
| Лучший телевизионный сериал (комедия или мюзикл)                          | • «Красавцы»                                 |                                              |
| Лучший телевизионный сериал (комедия или мюзикл)                          | • «Все ненавидят Криса»                      |                                              |
| Лучший телевизионный сериал (комедия или мюзикл)                          | • «Меня зовут Эрл»                           |                                              |
| Лучший телевизионный сериал (комедия или мюзикл)                          | • «Дурман»                                   |                                              |
| Лучшая мужская роль в телевизионном сериале (драма)                       |                                              | • Хью Лори — «Доктор Хаус»                   |
| Лучшая мужская роль в телевизионном сериале (драма)                       | • Кифер Сазерленд — «24 часа»                |                                              |
| Лучшая мужская роль в телевизионном сериале (драма)                       | • Патрик Демпси — «Анатомия страсти»         |                                              |
| Лучшая мужская роль в телевизионном сериале (драма)                       | • Мэттью Фокс — «Остаться в живых»           |                                              |
| Лучшая мужская роль в телевизионном сериале (драма)                       | • Уэнтуорт Миллер — «Побег»                  |                                              |
| Лучшая женская роль в телевизионном сериале (драма)                       |                                              | • Джина Дэвис — «Женщина-президент»          |
| Лучшая женская роль в телевизионном сериале (драма)                       | • Кира Седжвик — «Ищейка»                    |                                              |
| Лучшая женская роль в телевизионном сериале (драма)                       | • Патриция Аркетт — «Медиум»                 |                                              |
| Лучшая женская роль в телевизионном сериале (драма)                       | • Полли Уокер — «Рим»                        |                                              |
| Лучшая женская роль в телевизионном сериале (драма)                       | • Гленн Клоуз — «Щит»                        |                                              |
| Лучшая мужская роль в телевизионном сериале (комедия или мюзикл)          |                                              | • Стив Карелл — «Офис»                       |
| Лучшая мужская роль в телевизионном сериале (комедия или мюзикл)          | • Ларри Дэвид — «Умерь свой энтузиазм»       |                                              |
| Лучшая мужская роль в телевизионном сериале (комедия или мюзикл)          | • Джейсон Ли — «Меня зовут Эрл»              |                                              |
| Лучшая мужская роль в телевизионном сериале (комедия или мюзикл)          | • Зак Брафф — «Клиника»                      |                                              |
| Лучшая мужская роль в телевизионном сериале (комедия или мюзикл)          | • Чарли Шин — «Два с половиной человека»     |                                              |
| Лучшая женская роль в телевизионном сериале (комедия или мюзикл)          |                                              | • Мэри-Луиз Паркер — «Дурман»                |
| Лучшая женская роль в телевизионном сериале (комедия или мюзикл)          | • Марсия Кросс — «Отчаянные домохозяйки»     |                                              |
| Лучшая женская роль в телевизионном сериале (комедия или мюзикл)          | • Тери Хэтчер — «Отчаянные домохозяйки»      |                                              |
| Лучшая женская роль в телевизионном сериале (комедия или мюзикл)          | • Фелисити Хаффман — «Отчаянные домохозяйки» |                                              |
| Лучшая женская роль в телевизионном сериале (комедия или мюзикл)          | • Ева Лонгориа — «Отчаянные домохозяйки»     |                                              |
| Лучший мини-сериал или телефильм                                          |                                              | • «Эмпайр Фоллз»                             |
| Лучший мини-сериал или телефильм                                          | • «Блэкпул»                                  |                                              |
| Лучший мини-сериал или телефильм                                          | • «На Запад»                                 |                                              |
| Лучший мини-сериал или телефильм                                          | • «Спящая ячейка»                            |                                              |
| Лучший мини-сериал или телефильм                                          | • «Лакаванна Блюз»                           |                                              |
| Лучший мини-сериал или телефильм                                          | • «Тёплые источники»                         |                                              |
| Лучшая мужская роль (мини-сериал или телефильм)                           |                                              | • Джонатан Рис-Майерс — «Элвис. Ранние годы» |
| Лучшая мужская роль (мини-сериал или телефильм)                           | • Эд Харрис — «Эмпайр Фоллз»                 |                                              |
| Лучшая мужская роль (мини-сериал или телефильм)                           | • Билл Найи — «Девушка из кафе»              |                                              |
| Лучшая мужская роль (мини-сериал или телефильм)                           | • Дональд Сазерленд — «Живой товар»          |                                              |
| Лучшая мужская роль (мини-сериал или телефильм)                           | • Кеннет Брана — «Тёплые источники»          |                                              |
| Лучшая женская роль (мини-сериал или телефильм)                           |                                              | • С. Эпата Меркерсон — «Лакаванна Блюз»      |
| Лучшая женская роль (мини-сериал или телефильм)                           | • Келли Макдональд — «Девушка из кафе»       |                                              |
| Лучшая женская роль (мини-сериал или телефильм)                           | • Мира Сорвино — «Живой товар»               |                                              |
| Лучшая женская роль (мини-сериал или телефильм)                           | • Хэлли Берри — «Их глаза видели Бога»       |                                              |
| Лучшая женская роль (мини-сериал или телефильм)                           | • Синтия Никсон — «Тёплые источники»         |                                              |
| Лучшая мужская роль второго плана (мини-сериал, телесериал или телефильм) |                                              | • Пол Ньюман — «Эмпайр Фоллз»                |
| Лучшая мужская роль второго плана (мини-сериал, телесериал или телефильм) | • Дональд Сазерленд — «Женщина-президент»    |                                              |
| Лучшая мужская роль второго плана (мини-сериал, телесериал или телефильм) | • Джереми Пивен — «Красавцы»                 |                                              |
| Лучшая мужская роль второго плана (мини-сериал, телесериал или телефильм) | • Навин Эндрюс — «Остаться в живых»          |                                              |
| Лучшая мужская роль второго плана (мини-сериал, телесериал или телефильм) | • Рэнди Куэйд — «Элвис. Ранние годы»         |                                              |
| Лучшая женская роль второго плана (мини-сериал, телесериал или телефильм) |                                              | • Сандра О — «Анатомия страсти»              |
| Лучшая женская роль второго плана (мини-сериал, телесериал или телефильм) | • Кэндис Берген — «Юристы Бостона»           |                                              |
| Лучшая женская роль второго плана (мини-сериал, телесериал или телефильм) | • Элизабет Перкинс — «Дурман»                |                                              |
| Лучшая женская роль второго плана (мини-сериал, телесериал или телефильм) | • Кэмрин Мангейм — «Элвис. Ранние годы»      |                                              |
| Лучшая женская роль второго плана (мини-сериал, телесериал или телефильм) | • Джоан Вудворд — «Эмпайр Фоллз»             |                                              |

## Премия Сесиля Б. Де Милля
| Награда за вклад в кинематограф | Фотография | Актёр            |
| ------------------------------- | ---------- | ---------------- |
| Премия Сесиля Б. Де Милля       |            | • Энтони Хопкинс |

## Мисс/Мистер «Золотой глобус»
Дакота Джонсон, дочь актрисы Мелани Гриффит и актёрa Дона Джонсона, была провозглашена «Мисс Золотой глобус 2006».
Это звание традиционно присуждается дочери или сыну известного человека.
| Символическая награда        | Изображение | Имя              |
| ---------------------------- | ----------- | ---------------- |
| Мисс/Мистер «Золотой глобус» |             | • Дакота Джонсон |